# Fisher-féle egzakt próba
A Fisher-féle egzakt próba egy statisztikai szignifikanciateszt, mely a nem paraméteres eljárások közé tartozik, és a kontingenciatáblázatok elemzésében használják. Két dichotóm változó közötti kapcsolat erősségét méri, és a függetlenséget teszteli. Nem érzékeny az eloszlásra és a mintanagyságra sem. Nevét Sir R. A. Fisherről kapta. Alkalmazása leginkább kis minta esetén ajánlott, mivel kis elemszám esetén a tesztstatisztika nullhipotézis alatti mintaeloszlása általában nem χ2 eloszlású, így az erre az eloszlásra alapozott statisztikai döntés nem lesz korrekt. Azonban nagyobb méretű mintán is lehet használni. Ez az egzakt tesztek egy fajtája, mely a függetlenség hipotézisét bármiféle megszorító alkalmazási feltétel nélkül képes megvizsgálni. Fisher állítólag azután dolgozta ki ezt a tesztet, hogy dr. Muriel Bristol azt állította, meg tudja állapítani, hogy tea vagy tej volt-e először a csészéjébe öntve.

## Célja és alkalmazása
A próba során azt számítjuk ki egzakt módon, hogy egy nullhipotézis igaz volta esetén (a vizsgált változók függetlenek egymástól) pontosan mekkora annak a valószínűsége, hogy azokat a gyakoriságokat – vagy annál szélsőségesebbeket – figyelhetjük meg, mint amelyeket a mintában ténylegesen megkaptunk. Így ha a valószínűség értéke kicsi, akkor a nullhipotézisben megfogalmazott feltevést kérdőjelezzük meg, tehát az 5%-os szignifikanciához az szükséges, hogy p ≤ 0,05 teljesüljön. A Fisher-féle egzakt próba a tesztstatisztika null-eloszlását minden elemszám mellett kombinatorikus módszerekkel egzaktan állapítja meg, így az ezen a teszten alapuló statisztikai döntés minden elemszám mellett korrekt lesz. Ez a teszt dichotóm adatok esetében hasznos, amikor is a tárgyakat két külön kategóriába kell sorolni, és a válaszokat nem lehet nagyság szerint sorba rendezni. Amennyiben nem használjuk fel a változó nagyságrendjére vonatkozó információt, ordinális skálákon is használhatunk nem-paraméteres eljárásokat. A Fisher-féle egzakt próbát arra használjuk, hogy megvizsgáljuk a kétféle besorolás közötti asszociáció (kontingencia) szignifikanciáját. Fisher eredeti példáját véve, a besorolás egyik kritériuma lehetne az, hogy a tea vagy a tej volt-e először a csészébe öntve, a másik pedig, hogy dr. Bristol mit gondol, melyik. Azt szeretnénk tudni, hogy a kétfajta besorolás között van-e asszociáció – dr. Bristol valóban meg tudja-e mondani, hogy a tea vagy a tej volt-e először a csészébe öntve. Ez egy 2×2-es kontingenciatábla lesz. A marginálisok rögzítettek a számítás során, melynek alapja a hipergeometrikus eloszlás. Habár a Fisher-féle egzakt próba egyenlőtlen eloszlású és kis mintákon is alkalmazható, viszont igen számolásigényes, így nagy minták esetén inkább a khi-négyzet próba ajánlott.

## Matematikai levezetése[7]
Tegyük fel, hogy van {\displaystyle x} és {\displaystyle y} változónk, {\displaystyle n} és {\displaystyle m} megfigyelhető állapotokkal. Hozzunk létre egy {\displaystyle m\times n} mátrixot, melyben {\displaystyle a_{ij}} a megfigyelések számát jelenti, melyben {\displaystyle x=i} és  {\displaystyle y=j}. Számoljuk ki az oszlopok {\displaystyle (O)} és a sorok {\displaystyle (S)} értékeit is, {\displaystyle O_{j}} és {\displaystyle S_{i}} és a mátrix teljes összegét:
{\displaystyle N=\sum _{i}S_{i}=\sum _{j}O_{j}}
Ezután számoljuk ki e mátrix megkapásának feltételes valószínűségét:
{\displaystyle P={\frac {(S_{1}!S_{2}!...S_{m}!)(O_{1}!O_{2}!...O_{n}!),}{N!\prod _{ij}a_{ij}!}}}
Ez egy többváltozós általánosítása a hipergeometrikus eloszlás tömegfüggvényének. Most pedig számoljuk ki a nem negatív egész számok összes lehetséges mátrixát, melyek konzisztensek a sorok és oszlopok összegeivel. Mindegyikhez számoljuk ki a kapcsolódó feltételes valószínűséget a fenti képlet használatával, ahol e valószínűségek összege 1.
A teszt P-értékének kiszámolásához a táblázatokat egy olyan kritérium szerint kell rendezni, mely méri a függőséget. Azok a táblázatok, amelyek a függetlenségtől nagyobb vagy egyenlő mértékű szórást mutatnak a megfigyelt táblázathoz képest, azok azok a táblázatok, amelyek valószínűségei össze lettek adva. A függőség mérésére a 2x2-es elrendezésben általában a Pearson-féle khí-négyzet próbát alkalmazzák. Egyéb kapcsolatvizsgálatokat is lehet alkalmazni, például a likelihood-ratio-tesztet.

## Példa egy statisztikai szoftverben
Egy tinédzserekből álló minta fel lehet osztva férfiakra és nőkre, valamint diétázók és nem diétázók csoportjára. Feltételezéseink szerint a diétázók aránya nagyobb a nők körében, és tesztelni akarjuk, hogy az arányok közötti különbségek szignifikánsak-e.
|                 | Férfiak | Nők | Sorok összes |
| Diétázók        | 1       | 9   | 10           |
| Nem diétázók    | 11      | 3   | 14           |
| Oszlopok összes | 12      | 12  | 24           |

Tudjuk, hogy 10 személy diétázik a 24 tinédzser közül, illetve 12-en a 24-ből nők. Ha feltételezzük, hogy a nullhipotézis szerint a férfiak és nők egyforma mértékben hajlamosak diétázni, mi a valószínűsége annak, hogy ez a 10 diétázó egyenlőtlenül oszlik meg a férfiak és a nők mintáján?
Lássuk, hogyan számítja ezt ki az SPSS. A tesztet az Analyze/Descriptive statistics/Crosstabs menüpontban érhetjük el. A független változót, a nemet berakjuk a Rows cellába, a függő változót, a diétázókat/nem-diétázókat (pl. a diétázók kódolása legyen 1, a nem-diétázóké 2) pedig a Columns cellába. A Statistics gombra kattintunk, majd bepipáljuk a Chi-square gombot, aztán a Continue gombra kattintunk. A Cells gombra kattintva kérhetjük az oszlopok és sorok adatainak százalékos bemutatását is. A próba lefuttatása után az Outputból a Chi-square test táblázatban az Exact sig. (2-sided) oszlopban találjuk a szignifikanciaszintet, vagyis hogy a nemnek van-e szignifikáns hatása a diétázás valószínűségére vagy sem.
A mai statisztikai programok kiszámolják a Fisher-teszt szignifikanciáját, akkor is, amikor a khí-négyzet próba alkalmazása is megfelelő volna. A statisztikai szoftverek számításai különbözhetnek a fentiekben leírtaktól, hiszen numerikus nehézségek adódhatnak a faktoriálisok nagy értékeiből. Egy egyszerű, némiképp kézenfekvőbb komputációs módszer a gamma függvényeken, illetve a log-gamma függvényeken alapul, azonban hipergeometrikus és binomiális valószínűségek pontos számításának metódusa még továbbra is egy aktívan kutatott terület.

## Alternatívái
Támogatói szerint egy alternatív egzakt teszt, a Barnard-teszt erősebb, főképp a 2x2-es táblázatok esetében. Egy másik alternatíva lehet a legnagyobb valószínűség (maximum likelihood) becslés használata ahhoz, hogy a p-értéket kiszámoljuk az egzakt binominális vagy multinominális eloszlásokból és a hipotézist a p-érték alapján megtartsuk vagy elutasítsuk.